# 多中心語言
多中心语言或称多元中心語言，是指拥有多种标准语的语言，常出现于语言与其母语使用者的国家认同不相吻合之情况。

## 例子

### 阿拉伯语
現代的書面語（現代標準阿拉伯語）源於古蘭經的語言（即古典阿拉伯語），用於學校教學及工作、政府、媒體等場合。但是口語層次上，各地的阿拉伯語之間的差別都相當巨大。阿拉伯語社會有明顯的雙言現象（文白分離）。通俗阿拉伯語的主要分支有：
美索不達美亞阿拉伯語：伊拉克
黎凡特阿拉伯語：敘利亞、黎巴嫩、約旦和巴勒斯坦
海灣阿拉伯語：海灣君主制國家，包括沙特阿拉伯、阿拉伯聯合酋長國、卡塔爾、巴林和科威特
埃及阿拉伯語：埃及
蘇丹阿拉伯語：蘇丹
馬格里布阿拉伯語：西北非國家，包括摩洛哥、突尼斯、阿爾及利亞、比利亞、西撒哈拉和毛里塔尼亞

### 亚美尼亚语
亞美尼亞語有兩種形式：東亞美尼亞語和西亞美尼亞語。東亞美尼亞語是現時亞美尼亞共和國的方言，而西亞美尼亞語本來是土耳其境內的亞美尼亞人講的方言。而亞美尼亞使徒教會則以更古老的古典亞美尼亞語作為禮拜語言。

### 保加利亞語
保加利亞語有兩到三種官方標準。除了標準保加利亞語之外，還有巴納特保加利亞語方言（以拉丁字母書寫）。馬其頓語在北馬其頓共和國被視為獨立語言，不過在保加利亞則被認為是保加利亞語的一個分支。

### 漢語

#### 官話
有普通话、中華民國國語、馬來西亞華語、新加坡華語等。

#### 粵語
香港粵語和廣州粵語，前者有大量來自西文（特別是英語）的外來詞，後者受漢語普通話影響較大。另有馬來西亞粵語，越南粵語等。

#### 閩南語
- 中國閩南語
  - 泉州話
  - 漳州話
  - 廈門話
  - 龍巖話
- 臺灣台語
- 東南亞福建話
  - 新加坡福建话
  - 槟城福建话
  - 砂拉越福建话
  - 棉兰福建话
  - 菲律賓咱人話

### 朝鲜语
由于朝鲜半岛南北分治，分化成了朝鲜文化语和韩国标准语。此外，在朝鲜之外，也有中国朝鲜语，俄國高丽语等。

### 英語
英式英語和美式英語在發音與拼寫上皆有差異。目前以英語為母語的人口中，有66%使用美式英語，18%使用英式英語。其餘國家或地區，包括澳大利亞、紐西蘭、紐芬蘭、南非、加拿大等地也有各自的變異。

### 法語
現時法語主要有三大中心：歐洲（法國）、北美以及非洲，在歐洲亦有四個國家以法語為官方語言（之一）：法國、比利時、瑞士及盧森堡。
20世紀之前，法國本土國內的方言雜蕪，各方言間的發音及詞彙差別都很大，並且不一定能夠互通。隨後法國政府開始了大規模的方言清掃行動，把巴黎方言作為學校的唯一教學語言，其他方言，例如深受斯堪的納維亞語言影響的諾曼語，則更不受政府的喜愛。時至今日，雖然這些當初備受打壓的法語方言現在都被法國政府承認為“法國語言”，但是政府卻沒有出資支持這些方言的發展，同時這些方言的法律地位亦不為法國憲法委員會所承認。
北美法語形成於法國在17至18世紀在美洲新大陸的殖民時期。由於歷史原因，北美法語有很多法國標準法語所沒有的詞彙和口音：北美地區第一批法裔中，多數都是來自於法國的北部和西北部，其時他們所操的語言都很類似諾曼語等北部方言，甚少人使用巴黎方言；而之後北美地區放棄追隨法蘭西學術院標準，更是令兩個大陸的法語之間差異更大。阿卡迪亞法語主要用於加拿大新布倫斯維克，這支方言依然保留著大量17世紀就存在的詞彙，很多在現代法國都已經找不到蹤跡了。魁北克法语是北美法語最大的变体，詞彙、發音和句法都同歐陸法語有不少差異。卡郡法語（今美國路易斯安那州）則有很多加拿大法語所沒有的因素，甚至吸收了不少美國土著和非洲的口音。這種法語，受英語影響比上述任何一種方言都要重。長期以來，卡郡法語都只是代代相傳的口語而已，直至最近才在句法和拼寫上與標準法語統一。
而在比利時和瑞士，亦可以找到一些受日耳曼語種語法和詞彙所影響的法語方言。例如在比利時法语中的法語口語會使用很多日耳曼色彩濃重的詞彙（例如“眨眼”的標準法語應為cligner, 而德語及荷蘭語則為blinken，因此比利時法語則使用 blinquer）。同時瑞士和比利時法語的數字體系也和法國法語、加拿大法語不一樣。對於70、80、90，瑞士和比利時使用septante, octante/huitante和nonante, 而法國與加拿大則使用soixante-dix（60+10）, quatre-vingts（4*20）和quatre-vingt-dix（4*20+10）。

### 德語
有德國德語、奧地利德語、瑞士德語等等。

### 印地語和烏爾都語
使用於印度的印地語和巴基斯坦的烏爾都語原本是同一種語言，但印地語以天城體書寫，含有許多梵語字彙，而烏爾都語以阿拉伯字母書寫，並明顯受阿拉伯語與波斯語影響。

### 馬來語
馬來語是馬來西亞、新加坡、汶萊和印尼（以「印尼語」的形式）的官方語言之一。
馬來西亞語和印尼語是馬來語其中兩種的標準形式，在語言學上仍視兩種語言為同一種語言。不過，由於印馬之間的文化差異以及政治原因，民間普遍以為兩種語言是不同的語言。不過，除了少數詞彙差異外，馬來西亞語和印尼語之間仍然可以相互理解。馬來語在馬來西亞國內有不同的方言以及混合形式，而印尼語在印尼有共通語的地位。

### 波斯語
波斯語是伊朗、阿富汗（以達利語的形式）及塔吉克斯坦（以塔吉克語的形式，使用西里爾字母）共同的語言。

### 葡萄牙語
葡萄牙語流行於葡萄牙本土及其前殖民地、巴西是葡萄牙的前殖民地之一，也是世界人口最多的葡語國家。由於巴西葡語人口眾多，現時的葡語學習者大多學習巴西葡語，除非要到訪葡萄牙才學習歐洲葡語。除此之外還有非洲亦有六個國家以葡語為官方語言。

### 塞爾維亞-克羅地亞語
現時塞爾維亞-克羅地亞語有四種標準形式：塞爾維亞語、克羅地亞語、波斯尼亞語和黑山語。四種語言雖然有着微妙的差異，但完全可相互理解。四種語言均是在什托方言的基礎上建立的，而且擁有95%以上的相似度。反之，塞-克語的卡伊方言和查方言對於什托方言使用者無法理解。

### 瑞典語
有瑞典標準語以及芬蘭瑞典語。芬蘭瑞典語由芬蘭的瑞典人使用，在奧蘭群島是唯一的官方語言。

### 西班牙語
有歐洲西班牙語及拉丁美洲西班牙語，拉美每個國家也有自己的方言。

### 加泰罗尼亚语
除了加泰罗尼亚也在巴伦西亚、巴利阿里群岛和法国的东比利牛斯省等地使用，可被分为东/西两个方言区，两个方言区又分别包括西北、巴伦西亚和中部、巴利阿里群岛、北加泰罗尼亚和阿尔盖罗等地，但他们除了阿尔盖罗外，其余各地基本可以无障碍互通。
1982年，加泰罗尼亚语被西班牙当局承认为巴伦西亚的区域性官方语言，但它的名字叫巴伦西亚语。